# Кубок домашних наций 1892
Кубок домашних наций 1892 (англ. 1892 Home Nations Championship — Чемпионат домашних наций 1892) — десятый в истории регби Кубок домашних наций, прародитель современного регбийного Кубка шести наций. Англия в третий раз стала единоличным победителем Кубка, а также завоевала «Тройную корону», одолев всех своих противников (в том числе Шотландию, выиграв Кубок Калькутты), и ни разу не пропустила ни одного гола или попытки в свои ворота.

## Итоговая таблица
| Место | Сборная   | Игры    | Игры   | Игры  | Игры      | Очки в матчах* | Очки в матчах* | Очки в матчах* | Очки в турнире |
| Место | Сборная   | Сыграно | Победы | Ничьи | Проигрыши | Забито         | Пропущено      | Разница        | Очки в турнире |
| ----- | --------- | ------- | ------ | ----- | --------- | -------------- | -------------- | -------------- | -------------- |
| 1     | Англия    | 3       | 3      | 0     | 0         | 29             | 0              | +29            | 9              |
| 2     | Шотландия | 3       | 2      | 0     | 1         | 9              | 7              | +2             | 6              |
| 3     | Ирландия  | 3       | 1      | 0     | 2         | 9              | 9              | 0              | 3              |
| 4     | Уэльс     | 3       | 0      | 0     | 3         | 2              | 33             | −31            | 0              |

*В этом сезоне очки начислялись по следующим правилам: попытка — 2 очка, забитый после попытки гол — 3 очка, дроп-гол и гол с отметки — 4 очка, гол с пенальти — 3 очка.

## Сыгранные матчи

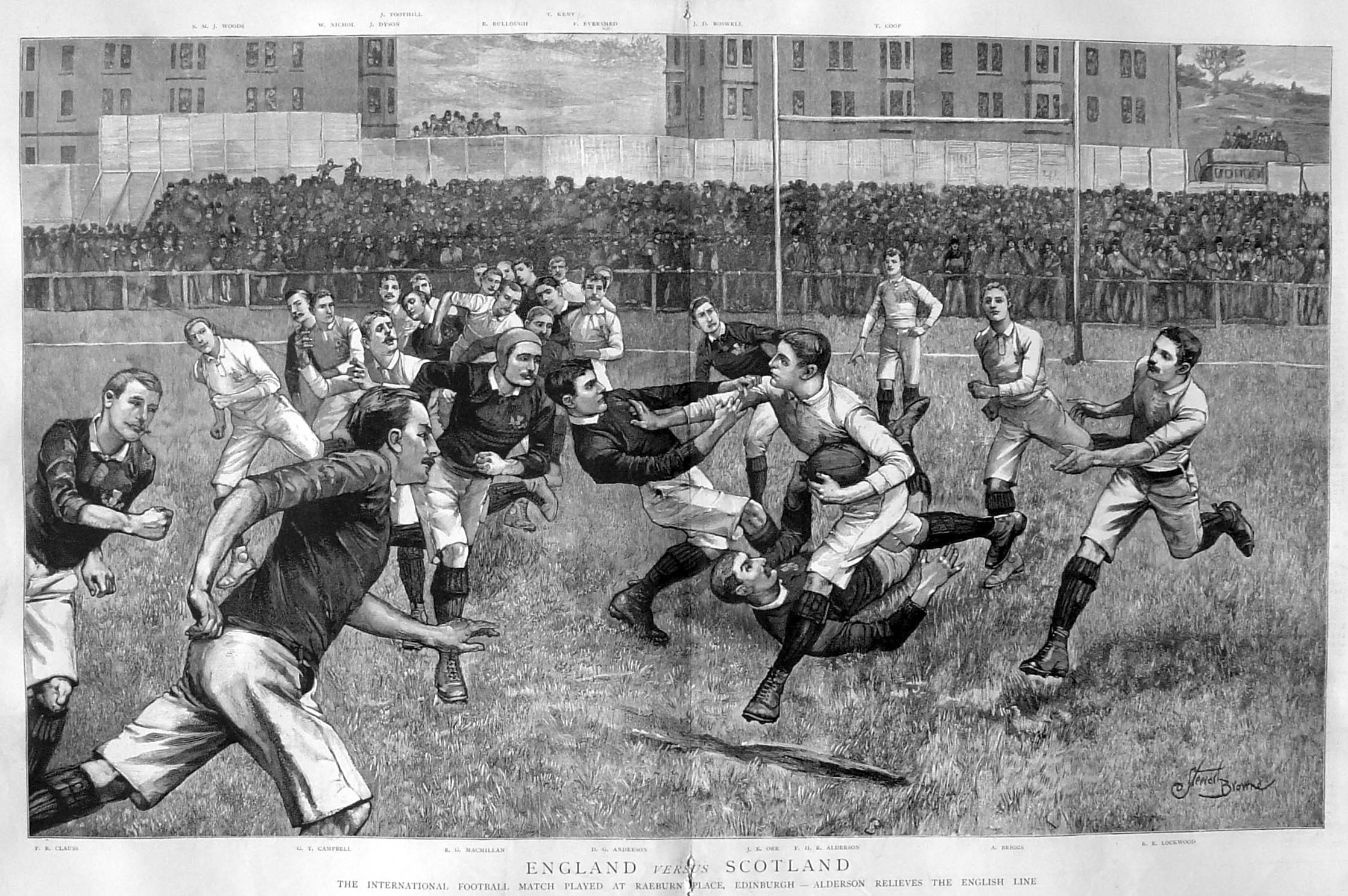
Матч между сборными Шотландии и Англии

- 3 января 1892, Лондон: Англия 17:0 Уэльс
- 6 января 1892, Манчестер: Англия 7:0 Ирландия
- 6 февраля 1892, Суонси: Уэльс 2:7 Шотландия
- 20 февраля 1892, Эдинбург: Шотландия 2:0 Ирландия
- 5 марта 1892, Дублин: Ирландия 9:0 Уэльс
- 6 марта 1892, Эдинбург: Шотландия 0:5 Англия